# جون بول والاس
جون بول والاس (بالإنجليزية: John-Paul Wallace)‏ (ولد في 19 نوفمبر 1976 في ليفربول في نيو ساوث ويلز في أستراليا) هو لاعب شطرنج أسترالي يحمل لقب أستاذ دولي .
حصل على هذا اللقب عام 1996 من الفيدا (الاتحاد الدولي للشرنج).
مثل أستراليا في أولمبياد الشطرنج مرتين عام 1994 في موسكو في روسيا، وعام 1996 في يريفان في أرمينيا. 
حصل على لقب بطولة أستراليا للشطرنج في عام 1993/1994 وكان حينها أصغر لاعب يحصل على هذا اللقب، في عمر السابعة عشر. 
انتقل إلى إنجلترا عام 2003 وأقام في لندن. 

## روابط خارجية
- جون بول والاس على موقع الاتحاد الدولي للشطرنج (الإنجليزية)
- جون بول والاس على موقع مباريات الشطرنج (الإنجليزية)
- جون بول والاس على موقع Chesstempo.com (الإنجليزية)
- جون بول والاس سجل أولمبياد الشطرنج على موقع OlimpBase.org (الإنجليزية)